# Beyond Appearances
Beyond Appearances é o décimo terceiro álbum de estúdio da banda americana Santana, lançado em fevereiro de 1985 e chegou a 50ª posição nas paradas da Billboard.

## Faixas
| N.º | Título                      | Música                      | Duração |  |
| 1.  | "Breaking Out"              | Johnson, Ligertwood         | 4:30    |  |
| 2.  | "Written in Sand"           | Froom, Stahl                | 3:49    |  |
| 3.  | "Brotherhood"               | Sancious, Santana, Thompson | 2:26    |  |
| 4.  | "Spirit"                    | Johnson, Ligertwood, Rekow  | 5:04    |  |
| 5.  | "Right Now"                 | Ligertwood, Santana         | 5:58    |  |
| 6.  | "Who Loves You"             | Santana, Thompson, Vilato   | 4:06    |  |
| 7.  | "I'm the One Who Loves You" | Mayfield                    | 3:17    |  |
| 8.  | "Say It Again"              | Garay, Goldstein, Lapeau    | 3:27    |  |
| 9.  | "Two Points of View"        | Ligertwood, Santana         | 4:54    |  |
| 10. | "How Long"                  | Patton                      | 4:00    |  |
| 11. | "Touchdown Raiders"         | Santana                     | 3:08    |  |

## Formação
- Carlos Santana – guitarras
- Alphonso Johnson – baixo
- Chester D. Thompson – teclados, sintetizadores
- David Sancious – teclados, sintetizadores
- Chester Cortez Thompson – bateria
- Greg Walker – vocais

| Críticas profissionais                                                      | Críticas profissionais |
| Avaliações da crítica                                                       | Avaliações da crítica  |
| Fonte                                                                       | Avaliação              |
| --------------------------------------------------------------------------- | ---------------------- |
| allmusic                                                                    | [ 2 ]                  |
| Rolling Stone                                                               | (não favorável)        |
| Esta tabela precisa de ser acompanhada por texto em prosa. Consulte o guia. |                        |

## Paradas
Alguns singles do álbum figuraram na Billboard:
| Ano  | Single           | Chart                              | Posição |
| ---- | ---------------- | ---------------------------------- | ------- |
| 1985 | "Say It Again"   | Hot Dance Music/Club Play          | 19      |
| 1985 | "Say It Again"   | Hot Dance Music/Maxi-Singles Sales | 28      |
| 1985 | "Say It Again"   | Mainstream Rock Tracks             | 15      |
| 1985 | "Say It Again"   | The Billboard Hot 100              | 46      |
| 1982 | "Nowhere To Run" | Mainstream Rock                    | 13      |
| 1982 | "Nowhere To Run" | Pop Singles                        | 66      |